# Völcker
Völcker (ook: Verstolk Völcker) is een Nederlands geslacht dat sinds 1845 eigenaar is van kasteel Soelen.

## Geschiedenis

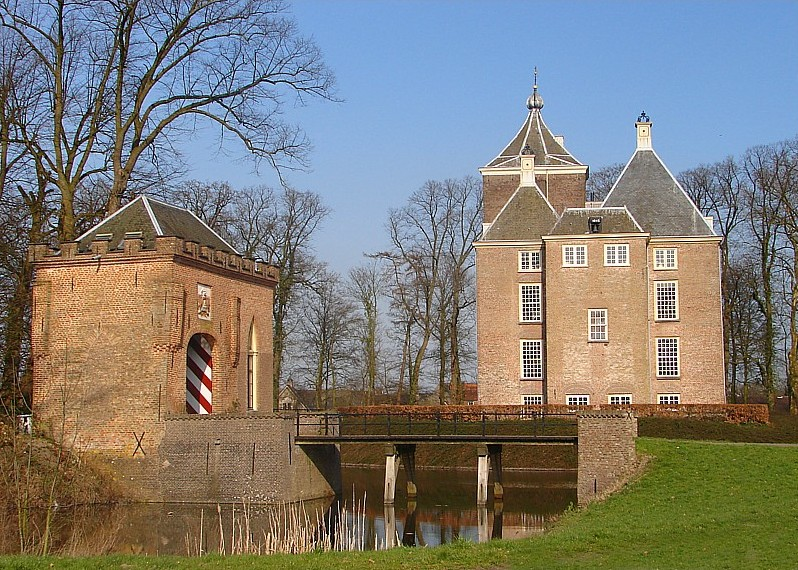
Kasteel Soelen (2010)

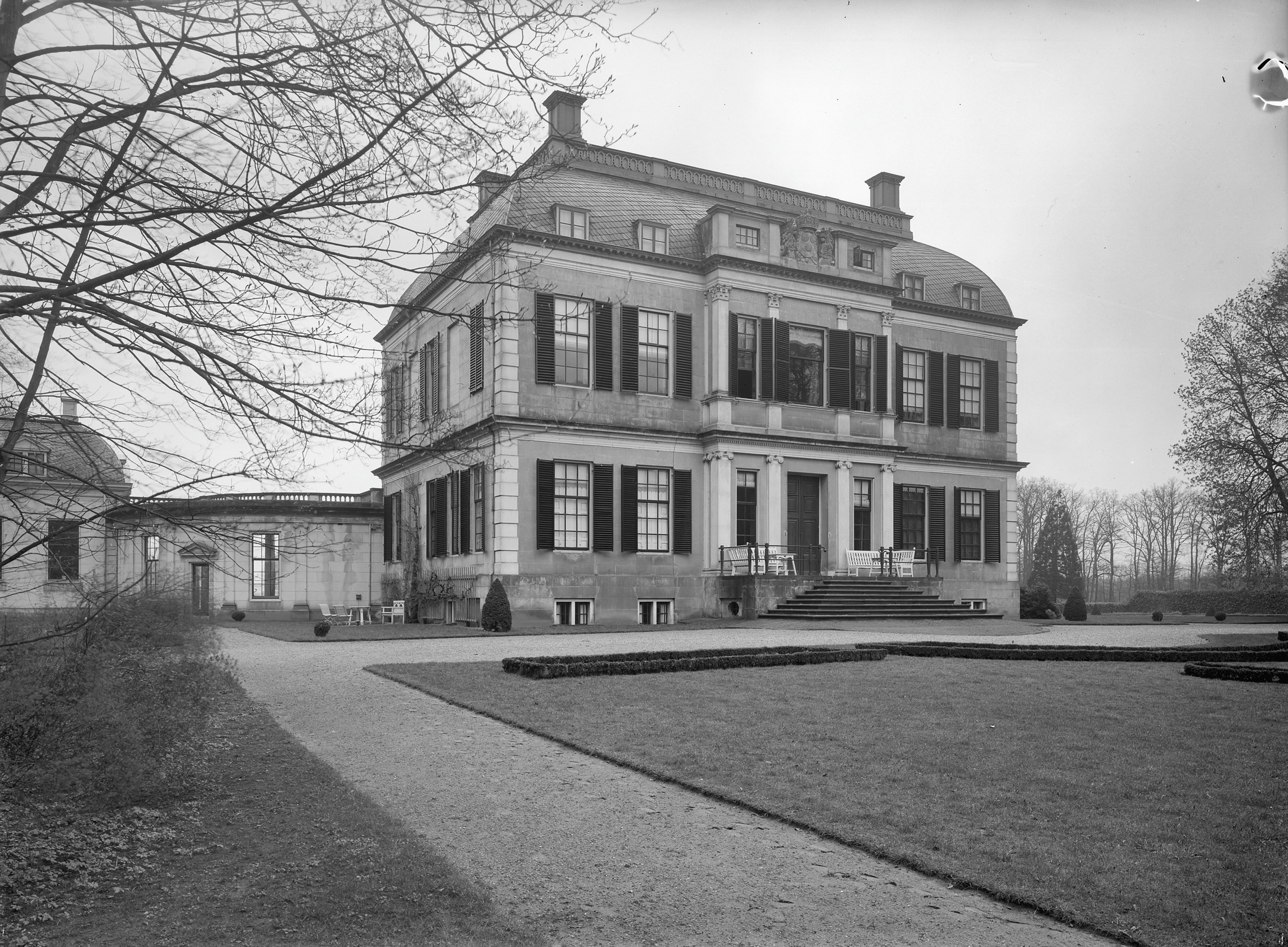
Huize De Voorst in 1931

De stamreeks begint met de wijnbouwer Hans Völcker die in 1602 trouwt in Wolf aan de Moezel. Zijn nazaat Johann Wilhelm Christian Völcker (1769-1822) stichtte in 1786 in Amsterdam een koopmanshuis waarmee hij fortuin maakte en werd zo de stamvader van de Nederlandse tak. Hij trouwde in tweede echt als weduwnaar met Sophia Fredrica Verstolk (1773-1839) waardoor het kasteel Soelen na het overlijden van het laatste lid van de familie Verstolk in 1845 aan de familie Völcker kwam.
De familie werd in 1910, 1923 en 1957 opgenomen in het genealogische naslagwerk Nederland's Patriciaat.

## Enkele telgen
Johann Wilhelm Christian Völcker (1769-1822), koopman te Amsterdam; trouwde in 1802 met Sophia Fredrica Verstolk (1773-1839), dochter van Aert Johan Verstolk, heer van Soelen en den Aldenhaag
- Johan Adolph Völcker, heer van Soelen en den Aldenhaag (1804-1880)
- Willem Christiaan Völcker (1807-1873), kapitein bij de Jagers, deelnemer Tiendaagse Veldtocht; trouwde in 1836 met jkvr. Caroline Josephine Gerardine Caan (1812-1888), lid van de familie Caan
  - Hendrik Gerard Johan Völcker, heer van Soelen en den Aldenhaag en de Voorst (1840-1908), ritmeester bij de Huzaren, bedijker van de Völckerpolder in Zeeland (1903-1905) en de oprichter van het Völckerdorp in 1904 met 18-tal arbeiderswoningen, school, kerk en winkel; trouwde in 1862 met Eleonore Anna barones van der Duyn (1838-1904), lid van de familie Van der Duyn
    - Willem Christiaan Völcker, heer van Soelen en den Aldenhaag (1863-1925), ritmeester bij de Huzaren
    - Eduard Constant Karel Völcker (1866-1943), ritmeester bij de Huzaren; trouwde in 1896 met Susanna Catharina Octavia barones van Hardenbroek van Ammerstol (1869-1892), dochter van Godert Jan van Hardenbroek
      - Hendrik Gerard Johan Völcker, heer van Soelen en den Aldenhaag, Oud en Nieuw Hinkelenoord (1891-1955), ritmeester, later fruitteler; trouwde in 1930 met jkvr. Cornélie Caroline van Asch van Wijck (1900-1932), beeldhouwster, lid van de familie Van Asch van Wijck
        - Johan Adolph (Dolph) Völcker, heer van Soelen en den Aldenhaag, Oud en Nieuw Hinkelenoord (1932-2011), luitenant bij de Huzaren van Boreel, later fruitteler

    - Jan Leonard Völcker, heer van Oud en Nieuw Hinkelenoord (1868-1939), ritmeester bij de Huzaren

  - Johan Verstolk Völcker (1845-1887), landeigenaar, verkreeg bij KB van 10 maart 1881 naamstoevoeging tot Verstolk Völcker
  - Anna Henriette Elisabeth Völcker (1849-1888); trouwde in 1871 met jhr. Johan Frederik van Vredenburch (1830-1882), dijkgraaf en telg uit het geslacht Van Vredenburch
- Maria Elisabeth Völcker, vrouwe van Soelen en den Aldenhaag (1815-1887)

## Familieportretten

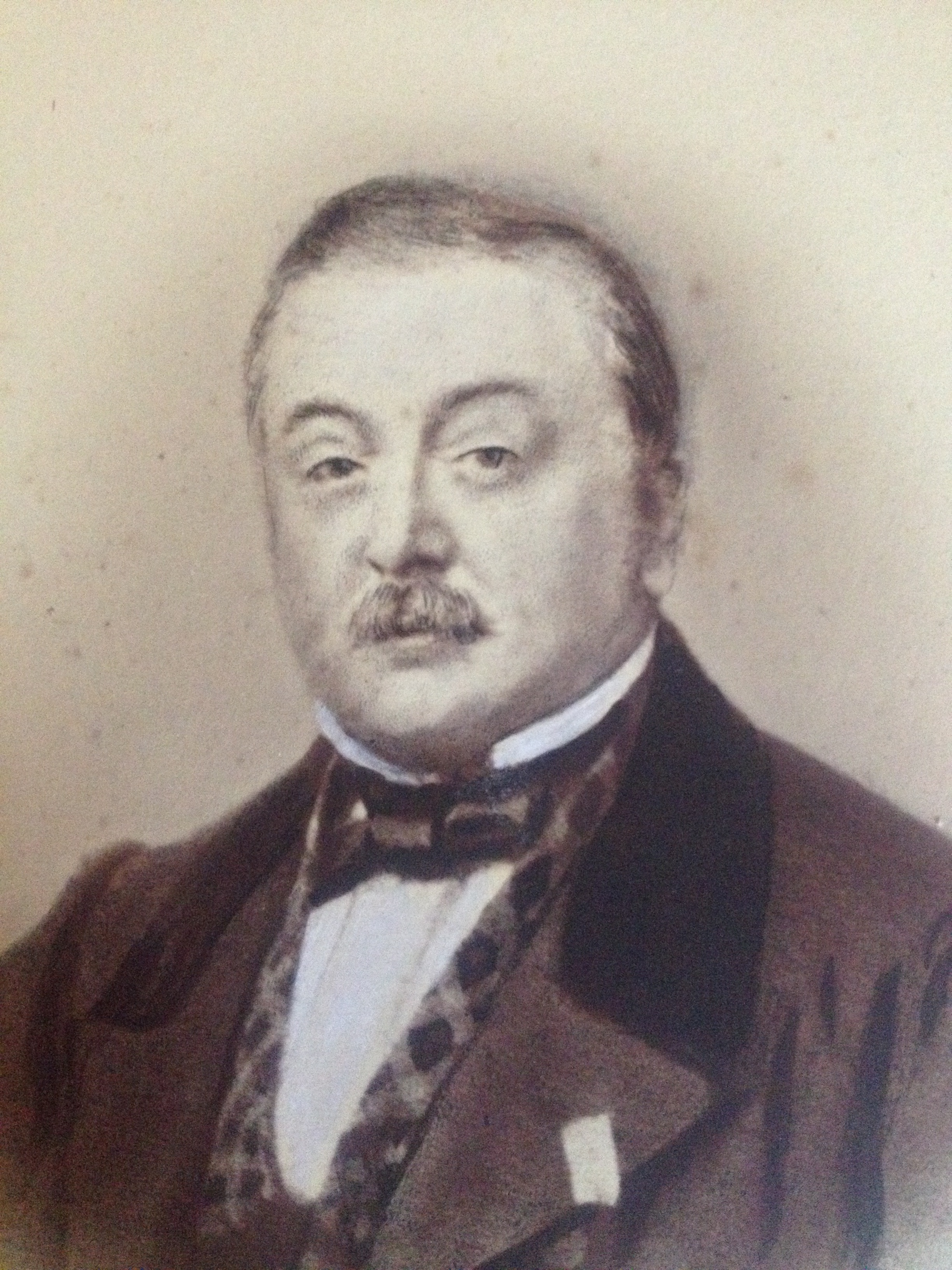
Willem Christiaan Völcker (1807-1873)
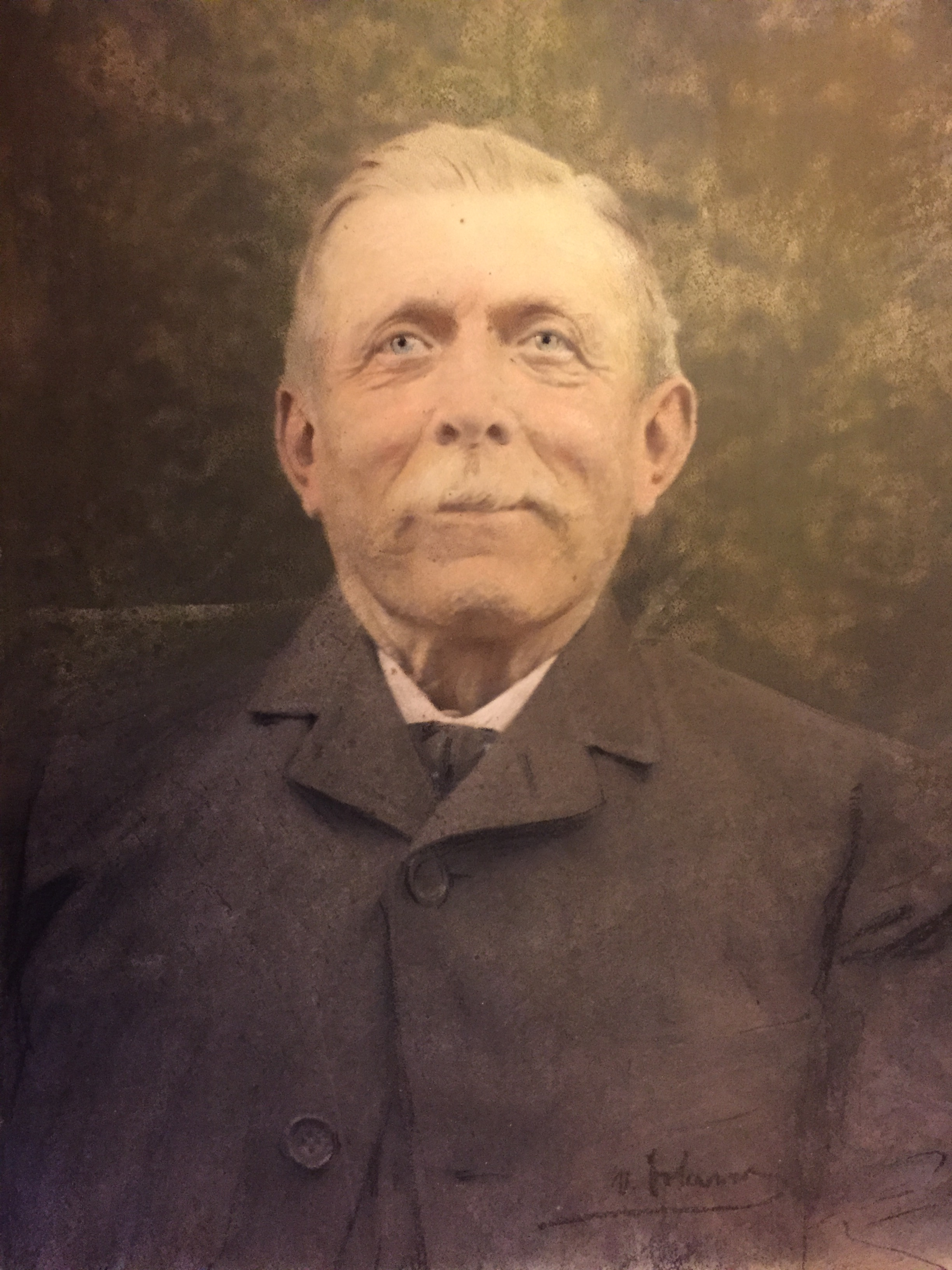
Hendrik Gerard Johan Völcker, heer van Soelen en den Aldenhaag en de Voorst (1840-1908)
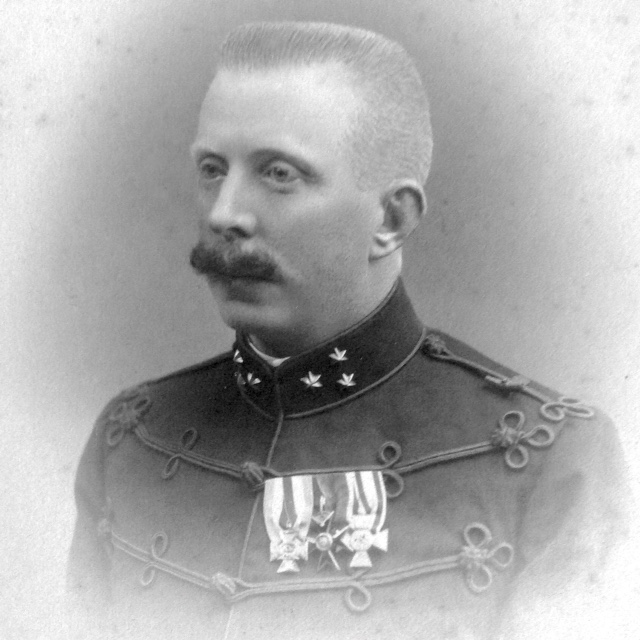
Willem Christiaan Völcker, heer van Soelen en den Aldenhaag (1863-1925)
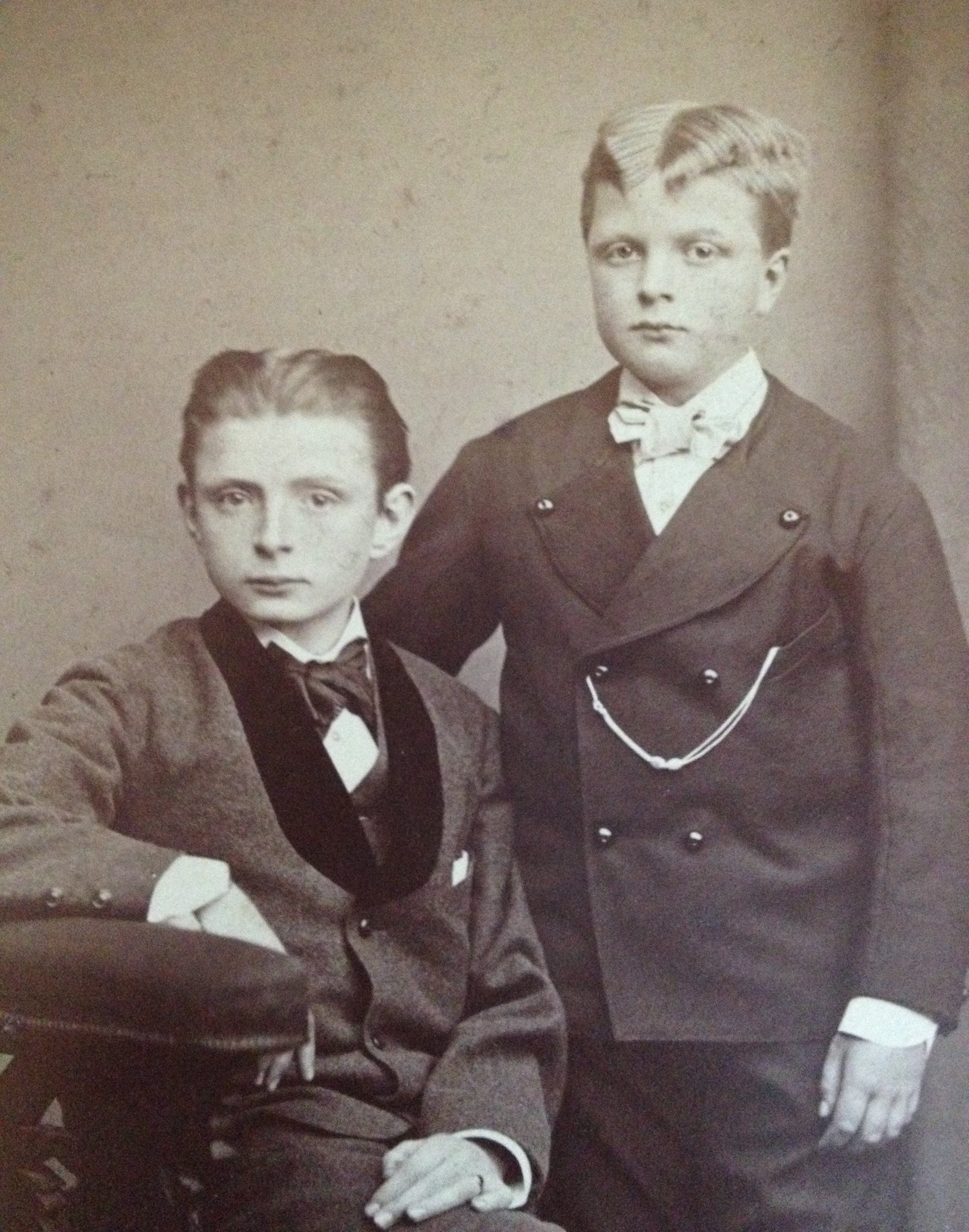
Eduard Constant Karel Völcker (1866-1943) & Jan Leonard Völcker (1868-1939)
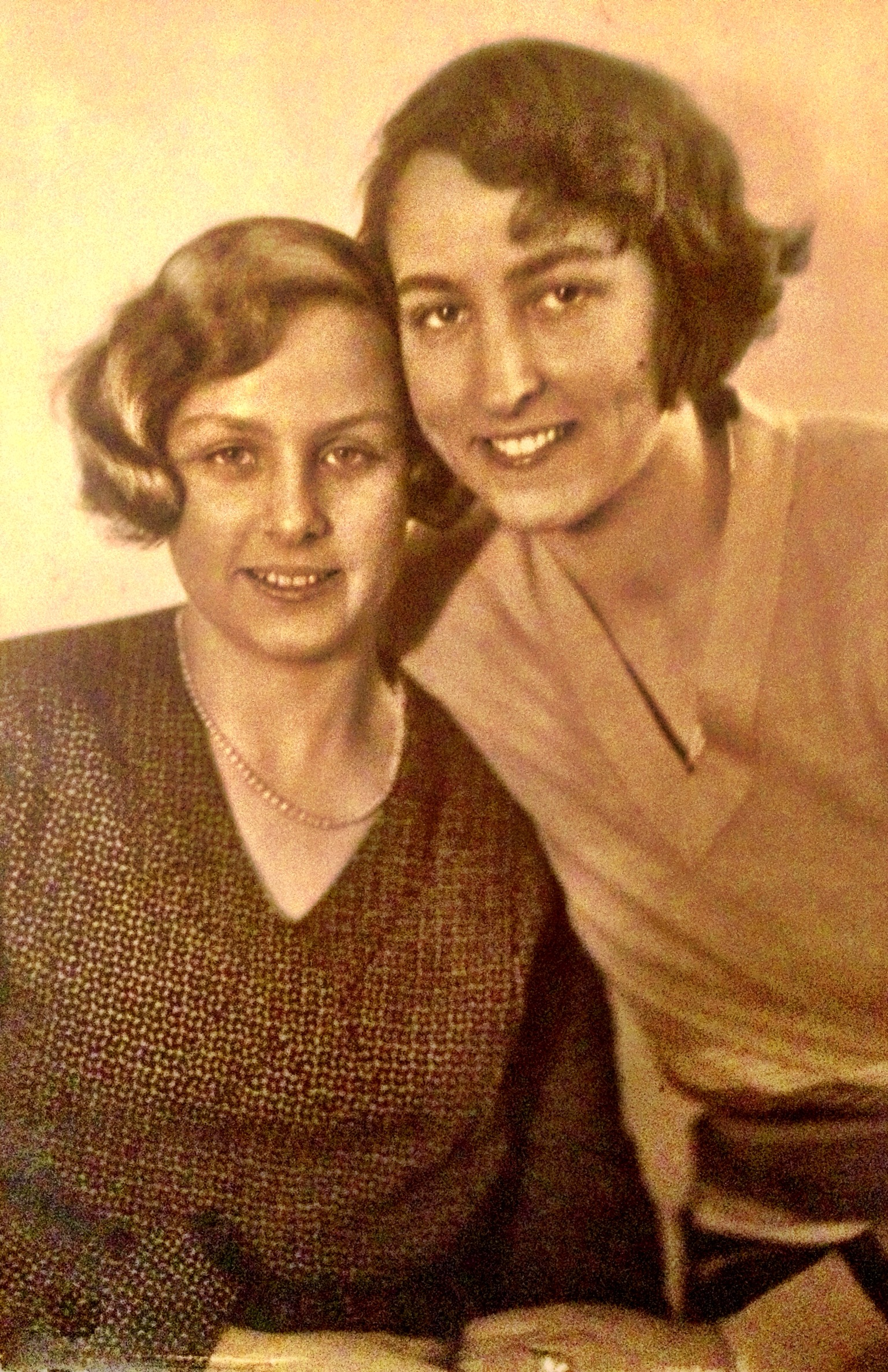
Wilhelmina Adolphina Cornelia (Dolph) van Asch van Wijck-Hooft Graafland (1911-) & Cornélie Caroline (Cox) van Asch van Wijck-Völcker van Soelen (1900-1932)
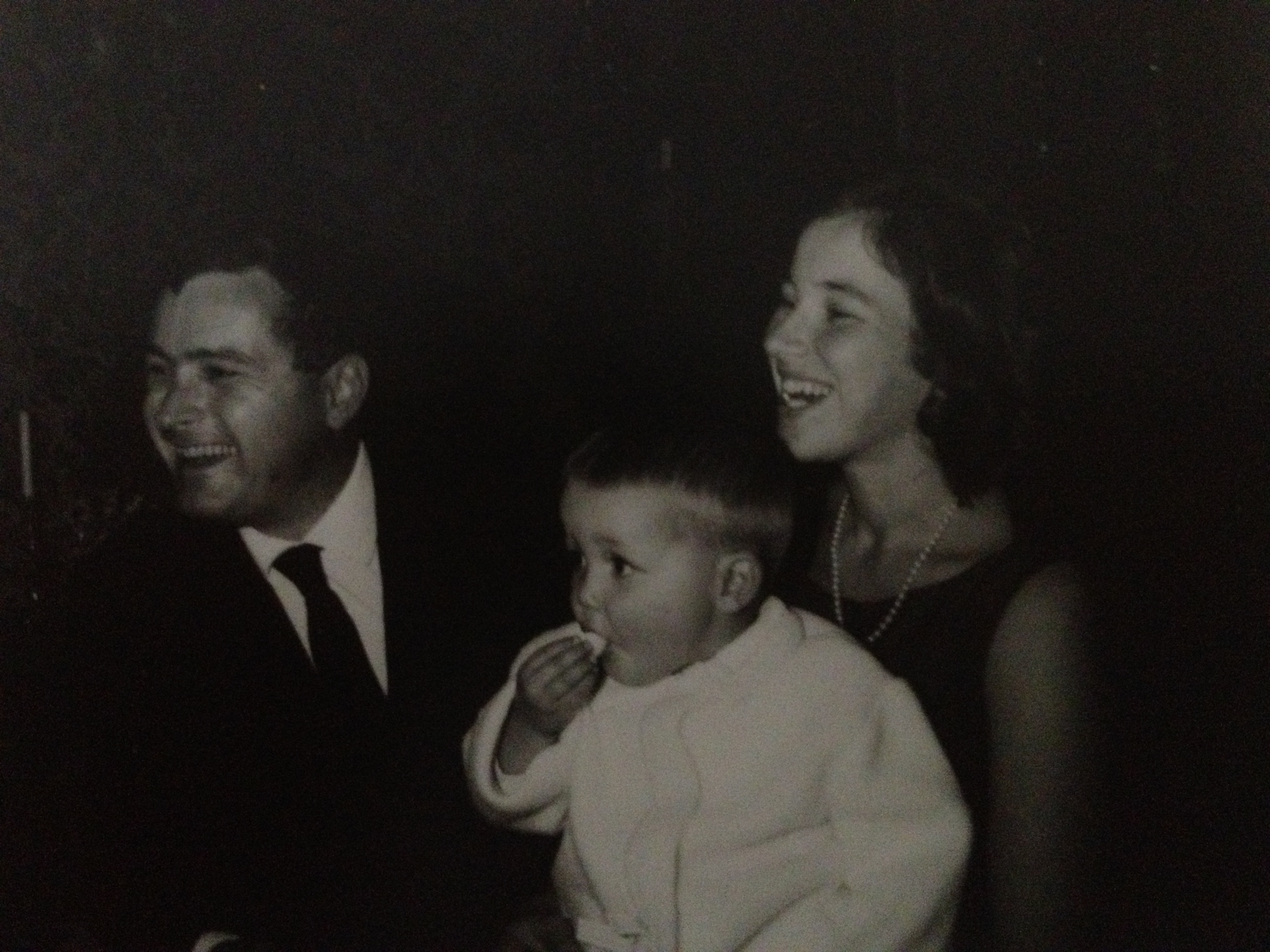
Johan Adolph Völcker van Soelen (1932-2011), J.W.C. Völcker van Soelen (1963) en Margaretha Eva Völcker van Soelen-Havelaar (1938-2010)

Geslachten die opgenomen zijn in het sinds 1910 verschijnende genealogische naslagwerk Nederland's Patriciaat. Lijst volgens opgave van het CBG Centrum voor familiegeschiedenis.
A · B · C · D · E · F · G · H · I · J · K · L · M · N · O · P · Q · R · S · T · U · V · W · Y · Z